# Castil de Peones
Castil de Peones – gmina w Hiszpanii, w prowincji Burgos, w Kastylii i León, o powierzchni 13,98 km². W 2011 roku gmina liczyła 33 mieszkańców.